# Lorraine Hunt Lieberson
Lorraine Hunt Lieberson (ur. 1 marca 1954 w San Francisco, zm. 3 lipca 2006 w Santa Fe) – amerykańska śpiewaczka – sopran, później mezzosopran.

## Życie
Matka, Marcia, była śpiewaczką (kontralt) i nauczycielką muzyki. Ojciec, Rudolph, uczył muzyki w szkole wyższej i w college'u. Jako dziecko wystąpiła w operze Engelberta Humperdincka Jaś i Małgosia jako chłopiec z piernika.
Wyszła za mąż za kompozytora Petera Libersona w 1999 i zmieniła nazwisko na Lorraine Hunt Lieberson. Owocem ich współpracy artystycznej są nagrania – Rilke Songs i Neruda Songs. Hunt brała także udział w światowej premierze jego opery Ashoka's Dream w operze w Santa Fe.
Zmarła po długiej walce z rakiem piersi 3 lipca 2006, w wieku 52 lat w Santa Fe. Kilka lat wcześniej sama opiekowała się swoją siostra chorującą na tę samą chorobę.

## Kariera
Rozpoczęła swoją muzyczną karierę jako skrzypaczka, ale była także koncertmistrzynią grupy altówek w orkiestrze San Jose Symphony. W wieku 26 lat zaczęła uczyć się śpiewu ponownie i wstąpiła do Boston Conservatory of Music. Jej kariera rozpoczęła się w roku 1984, a w 1985 miał miejsce jej debiut operowy - po spotkaniu z Peterem Sellarsem i wystąpieniu w jego "Juliuszu Cezarze" Handla.
Debiut w Metropolitan Opera miał miejsce w sezonie 1999-2000, w 11 przedstawieniach, w tym w światowej premierze opery Johna Harbisona The Great Gatsby (20 XII 1999 - w partii Myrtle). W tym samym sezonie wystąpiła jeszcze jako Sesto w New York City Opera w Łaskawości Tytusa Mozarta. Wystąpiła jeszcze w MET jako Dido w Trojanach Berlioza. Aż do śmierci śpiewała często partię Orfeusza w Orfeuszu i Eurydyce Glucka. Po śmierci zastąpił ją David Daniels dedykując jej swoje wykonanie.
Repertuar:
- Sesto - (Mozart Łaskawość Tytusa)
- Carmen (Bizet Carmen)
- Médée (Charpentier Médée)
- Theodora i Irene (Händla Theodora z Williamem Christiem i Les Arts Florissants) - nagranie: Theodora w Getyndze z Nicholasem McGeganem, Irene na Glyndebourne z Christiem)
- Minerva (Monteverdi w Powrocie Ulissesa pod René Jacobsem)
- Partie tytułowe w Ariodante i Serse Händla

Pozostawiła po sobie wiele nagrań, włączając w to dzieła Bacha i Händla, a także muzyki współczesnej.
Recenzje jej nagrań i występów były zawsze wysokie. Podkreślano jej piękną barwę i kontrolę nad głosem.
W 2007 pośmiertnie otrzymała nagrodę Grammy za najlepsze wykonanie za album Rilke Songs, i pośmiertnie w 2008 za cykl pieśni jej męża Neruda Songs.